# LaToy Williams
LaToy Williams, né le 28 mai 1988, est un athlète bahaméen, spécialiste du 400 mètres.

## Palmarès
| Date | Compétition                                      | Lieu     | Résultat | Épreuve   | Temps         |
| ---- | ------------------------------------------------ | -------- | -------- | --------- | ------------- |
| 2011 | Championnats d'Amérique centrale et des Caraïbes | Mayagüez | 1er      | 4 × 400 m | 3 min 1 s 33  |
| 2013 | Championnats d'Amérique centrale et des Caraïbes | Morelia  | 2e       | 4 × 400 m | 3 min 2 s 66  |
| 2014 | Relais mondiaux de l'IAAF                        | Nassau   | 2e       | 4 × 400 m | 2 min 57 s 59 |
| 2014 | Jeux du Commonwealth                             | Glasgow  | 2e       | 4 × 400 m | 3 min 0 s 51  |
| 2015 | Jeux panaméricains                               | Toronto  | 3e       | 4 x 400 m | 3 min 00 s 34 |
| 2015 | Championnats NACAC                               | San José | 2e       | 4 x 400 m | 3 min 00 s 53 |

### Records
| Épreuve | Performance | Lieu       | Date        |
| ------- | ----------- | ---------- | ----------- |
| 400 m   | 44 s 73     | Hutchinson | 23 mai 2009 |